# Susanne Uhlen

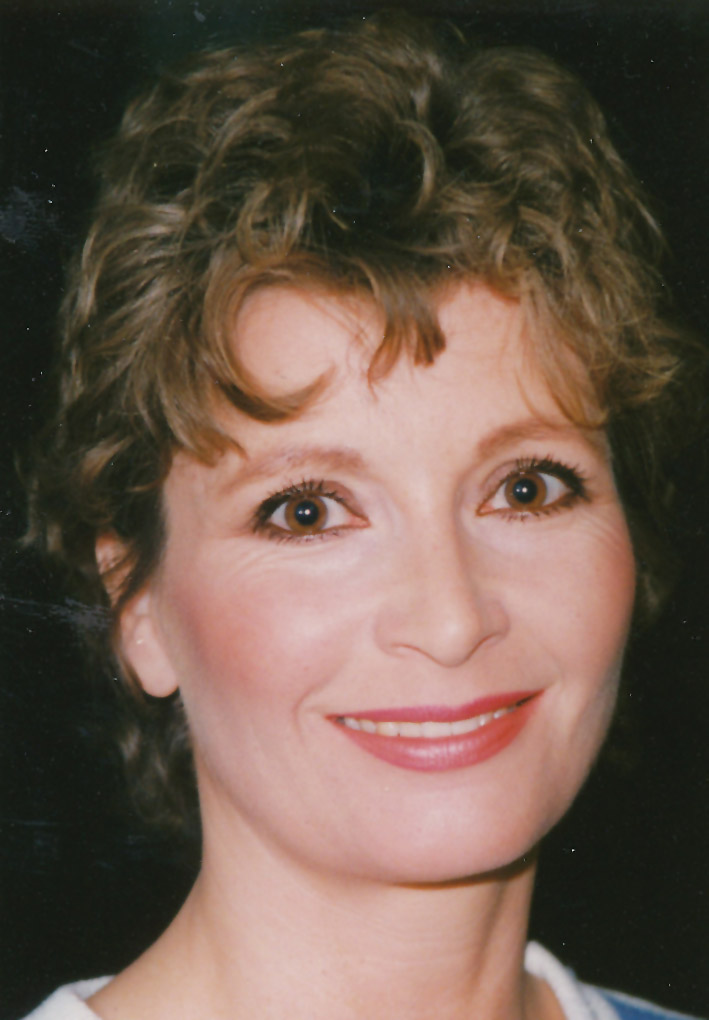
Susanne Uhlen (Ende der 1980er Jahre)

Susanne Uhlen (eigentlich Susanne Kieling; * 17. Januar 1955 in Potsdam) ist eine deutsche Schauspielerin und Regisseurin.

## Biographie
Susanne Uhlen ist die Tochter des Schauspielers und Synchronsprechers Wolfgang Kieling und der Schauspielerin Gisela Uhlen sowie die Halbschwester von Florian Martens und Barbara Bertram. Sie hat zwei Söhne, einen aus der Ehe mit dem Kameramann Charly Steinberger und einen weiteren aus ihrer langjährigen Beziehung mit dem Schauspieler Herbert Herrmann. Mit ihrem zweiten Ehemann lebt sie in Köln.
Uhlen wuchs nach der Scheidung ihrer Eltern in West-Berlin bei ihrer Mutter auf, besuchte dort ein Gymnasium bis zur elften Klasse und absolvierte gleichzeitig eine Tanzausbildung in der Ballettschule von Tatjana Gsovsky. Ihr Filmdebüt gab sie als Zehnjährige in einer Hauptrolle in dem deutsch-italienischen Kriminalfilm Der Mörder mit dem Seidenschal (1966). Im selben Jahr spielte sie die Titelrolle in dem von Rudolf Jugert inszenierten Fernsehfilm Der Fall Angelika. Daran schlossen sich Arbeiten fürs Fernsehen an. 1968 sprach sie die Titelrolle der Märchenplatte Peterchens Mondfahrt ein. In der Literaturverfilmung nach Eric Malpass Wenn süß das Mondlicht auf den Hügeln schläft (1969) war Uhlen in der Rolle der 14-jährigen frühreifen Jenny besetzt. Regie führte Wolfgang Liebeneiner. Im darauffolgenden Jahr war sie in dem Kriminaldrama Engel, die ihre Flügel verbrennen des tschechoslowakischen Regisseurs Zbyněk Brynych zu sehen. Als Kind war sie auch in der Synchronisation tätig.
Im Alter von 16 Jahren heiratete sie im schottischen Gretna Green einen Studenten. Die Ehe wurde kurze Zeit später annulliert. 1975 spielte Uhlen eine der Hauptrollen in der Simmel-Verfilmung Bis zur bitteren Neige. An der Kamera stand Charly Steinberger. Im selben Jahr entstand eine weitere Literaturverfilmung, in der Uhlen besetzt war und Steinberger die Kamera führte: Das Netz mit Mel Ferrer, Elke Sommer und Klaus Kinski nach einem Roman von Hans Habe unter der Regie von Manfred Purzer. In dem Kinodrama Ein Mädchen aus zweiter Hand spielte Uhlen 1976 neben Beatrice Kessler und Henner Quest sowie Annemarie Wendl eine der Hauptrollen. Die Ehe mit Steinberger wurde 1984 geschieden.
In der 1983 ausgestrahlten Kinder- und Familienserie Nesthäkchen nach der erfolgreichen gleichnamigen Kinderbuchreihe von Else Ury verkörperte Uhlen das Kindermädchen Lena, das sich um die Kinder der Arztfamilie Braun kümmert. In der Arztserie Praxis Bülowbogen spielte sie in vier Folgen Regine Maerker, die Nichte des von Günter Pfitzmann gespielten Dr. Brockmann. Von 1987 bis 1990 wirkte sie als Kitty Balbeck in 36 Episoden der Fernsehserie Das Erbe der Guldenburgs mit. Von 1991 bis 1993 war sie als Freifrau Henriette von Sydeck in 21 Folgen der Comedy-Fernsehserie Der Hausgeist zu sehen. Neben weiteren Arbeiten fürs Fernsehen wirkte sie auch mehrfach in den Kriminalfilmreihen Tatort, Derrick, Ein Fall für zwei, Der Alte und Siska mit.

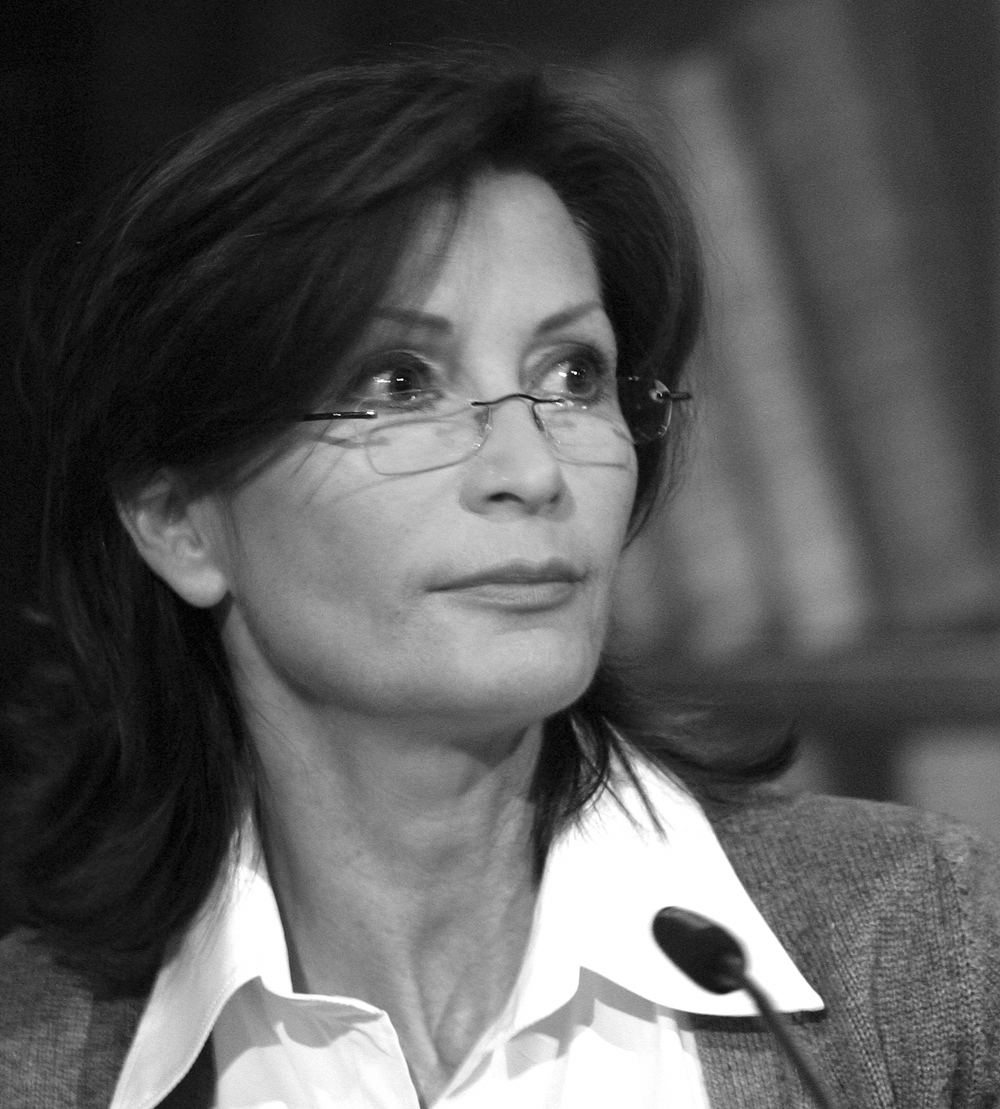
Susanne Uhlen (2008)

2009 spielte sie eine wiederkehrende Rolle in sieben Folgen der Familienserie Geld.Macht.Liebe und war in dem deutsch-österreichischen Spielfilm Island – Herzen im Eis als Architektin besetzt. Zu sehen war sie auch in zwei Verfilmungen von Rosamunde Pilcher, im Traumhotel auf den Malediven, auf dem Traumschiff mit den Zielen Kenia und Thailand, auf der Kreuzfahrt ins Glück nach Australien und als Ferienärztin im Tessin sowie in zwei Folgen der Inga-Lindström-Reihe.
Auf der Theaterbühne spielte sie, oft an der Seite von Herbert Herrmann, in Boulevard-Komödien mit. Sie hatte Hauptrollen am Münchner Residenztheater und in Berlin im Theater am Kurfürstendamm und im Renaissancetheater. Aufs Theatermetier verlegte sie sich in den letzten Jahren zunehmend, wobei sie auch unter ihrem bürgerlichen Namen Susanne Kieling Regie führte.
2010 bis 2013 übernahm sie für das Hörspiellabel Titania Medien tragende Rollen in den Reihen Gruselkabinett, Sherlock Holmes und Titania Special.
Sozial engagiert sie sich bei World Vision Deutschland für nachhaltige Armutsbekämpfung und spendet dafür auch einen Teil ihrer Gage. Sie setzt sich für den Tierschutz ein und unterstützt die Welttierschutzgesellschaft. So begleitete sie den Verein auf einem der Einsätze nach Thailand.
Im Mai 2017 gab Susanne Uhlen bekannt, künftig nicht mehr als Schauspielerin tätig sein zu wollen. Nach einer überstandenen schweren Erkrankung wolle sie sich dem Tierschutz widmen.

## Filmografie (Auswahl)
- 1966: Der Mörder mit dem Seidenschal
- 1966: Der Fall Angelika (Fernsehfilm)
- 1967: Stella (Fernsehfilm)
- 1967: Till, der Junge von nebenan (Fernsehserie, vier Folgen)
- 1968: Bel Ami (Fernsehfilm)
- 1969: Der Ball (Fernsehfilm)
- 1969: Eine aufregende kleine Frau (Fernsehfilm)
- 1969: Wenn süß das Mondlicht auf den Hügeln schläft
- 1970: Engel, die ihre Flügel verbrennen
- 1970: Kinderehen (Fernsehfilm)
- 1971: Birdie
- 1971; 1974: Der Kommissar (Fernsehserie, zwei Folgen)
- 1975: Die Stadt im Tal (Fernseh-Miniserie, zwei Folgen)
- 1975: Bis zur bitteren Neige
- 1975: Ein Fall für Männdli – Das Stipendium (Fernsehserie)
- 1975: Das Netz
- 1975: Tatort – Als gestohlen gemeldet
- 1975: Derrick – Madeira
- 1976: Ein Mädchen aus zweiter Hand (Fernsehfilm)
- 1976: Intermezzo für fünf Hände (Fernsehfilm)
- 1977: Ein Glas Wasser (Fernsehfilm)
- 1977: Abelard – Die Entmannung
- 1977–2003: Der Alte (Fernsehserie, 13 Folgen)
- 1978: Lady Audleys Geheimnis (Fernseh-Zweiteiler)
- 1978: Wunnigel (Fernsehfilm)
- 1981: Tatort – Katz und Mäuse
- 1982: Schwarz Rot Gold – Unser Land (Fernsehserie)
- 1983: Das Traumschiff: Kenia (Fernsehreihe)
- 1983: Nesthäkchen (Fernsehreihe, sechs Folgen)
- 1983; 1984: Leute wie du und ich (2 Folgen)
- 1984: Vor dem Sturm
- 1984: Zu Dir oder zu mir? (Fernsehfilm)
- 1984: Derrick – Manuels Pflegerin
- 1985: Der Tod aus dem Computer (Fernsehfilm)
- 1985: Die Krimistunde – Der Tag der Hinrichtung (Fernsehserie)
- 1985: Seitenstechen
- 1985: Derrick – Schwester Hilde
- 1986: Die Schokoladenschnüffler
- 1987: Hexenschuß (Fernsehfilm)
- 1987: Tatort – Blindflug
- 1987: Alles aus Liebe – Von Frau zu Frau (Fernsehserie)
- 1987–1990: Das Erbe der Guldenburgs (Fernsehserie, 36 Folgen)
- 1987–2000: Ein Fall für zwei (Fernsehserie, vier Folgen)
- 1988: Die Krimistunde – Der Preis der Erkenntnis (Fernsehserie)
- 1988: Trouble im Penthouse (Fernsehfilm)
- 1989: Killer kennen keine Furcht (Fernsehfilm)
- 1990: Der Millionenerbe – Lieber reich, aber glücklich (Fernsehserie)
- 1990: Derrick – Kein Ende in Wohlgefallen
- 1991–1993: Der Hausgeist (Fernsehserie, 21 Folgen)
- 1992: Ein Heim für Tiere – Die Promenadenmischung (Fernsehserie)
- 1993: Glückliche Reise – Dominikanische Republik (Fernsehreihe)
- 1995: Das kalifornische Quartett (Fernsehfilm, 3 Teile)
- 1995: Derrick – Mitternachtssolo
- 1996: Tatort – Freitagsmörder
- 1998: Derrick – Mama Kaputtke
- 1999: Rosamunde Pilcher – Blüte des Lebens (Fernsehreihe)
- 1999–2006: Siska (Fernsehserie, fünf Folgen)
- 2000: Lauter tolle Frauen – Das Weibernest (Fernsehreihe)
- 2001: Das Geheimnis der Mittsommernacht (Fernsehfilm)
- 2001: Herzensfeinde (Fernsehfilm)
- 2002: Das Traumschiff – Thailand (Fernsehreihe)
- 2006: Der Ferienarzt – ...im Tessin (Fernsehserie)
- 2006: Lutter – Um jeden Preis (Fernsehreihe)
- 2008: Das Traumpaar (Fernsehfilm)
- 2008: Inga Lindström – Sommer in Norrsunda (Fernsehreihe)
- 2009: Geld.Macht.Liebe (Fernsehserie, sieben Folgen)
- 2009: Island – Herzen im Eis (Fernsehfilm)
- 2011: Mord in bester Gesellschaft – Das Ende vom Lied (Fernsehreihe)
- 2011: Das Traumhotel – Malediven (Fernsehreihe)
- 2012: Kreuzfahrt ins Glück – Australien (Fernsehserie)
- 2013: Utta Danella: Wer küsst den Doc?
- 2015: Inga Lindström – Die Kinder meiner Schwester (Fernsehreihe)
- 2018: Wer weiß denn sowas? (eine Folge)

## Theater (Auswahl)
- als Schauspielerin:[6]
  - Don Juan kommt aus dem Krieg (Schlosspark Theater Berlin, 1969)
  - Romeo und Julia (Ernst-Deutsch-Theater Hamburg, 1970)
  - Barfuß im Park (Regie: J. Wölffer)
  - Die Schule der Frauen (Regie: A. Hanuskiewicz)
  - Der Tod und das Mädchen (Regie: Zanussi)
  - Der Prozess der Claudia D. (Regie: Klingenberg)
  - Der Beweis (Regie: Zanussi)
  - Die Kaktusblüte (Regie: S. Kieling)[7]
  - Nibelungenfestspiele Worms, 2013 (Rolle: Königin Ute)
- als Regisseurin unter dem Namen Susanne Kieling:[7]
  - Die Kaktusblüte
  - Warte, bis es dunkel ist

## Hörspiele (Auswahl)
- Nesthäkchen Folgen 1–3 (ariola, 1983)[8]
- Schloß Wildauen nach Karl May (SWF, 1985)
- Die Tore der Welt nach Ken Follett, Regie: Martin Zylka (WDR, 2009)[14]
- Tod eines Fußballers von Eva Lia Reinegger (WDR, 2012)[15]
- Gruselkabinett, Folgen 47, 64, 65, 79, 80/81 (Titania Medien 2010, 2012, 2013)[8]
- Titania Special, Folgen 6 und 8 (Titania Medien 2010, 2012)[8]
- Sherlock Holmes. Die geheimen Fälle des Meisterdetektivs. Folge 5 (Titania Medien 2012)[8]